# Quan Âm Sơn
Quan Âm Sơn là một bộ phim kinh điển Trung Quốc của đạo diễn Lý Ngọc với các diễn viên Phạm Băng Băng, Trương Ngải Gia, Trần Bách Lâm, Phi Long.
Bộ phim do Laurel Films sản xuất, là một công ty tư nhân nhỏ của Lý Phưởng ở Bắc Kinh. Laurel Films cũng là nhà sản xuất bộ phim Lạc lối ở Bắc Kinh trước đó.
Quan Âm Sơn thông qua cuộc sống phản nghịch của một đôi nam nữ thanh niên lãng du, tường thuật lại một câu chuyện về tình yêu, tuổi trẻ và sự trưởng thành. Trong Quan Âm Sơn Phạm Băng Băng và Trần Bách Lâm là một đôi nam nữ thanh niên có cá tính nổi bật, cả hai vì chán ghét cuộc sống trong gia đình và kỳ thi tuyển sinh đại học mà phiêu bạt đến thành phố để mưu sinh. Trương Ngải Gia đảm nhiệm vai diễn bà chủ nhà tuyệt vọng, mất chồng, mất con và mất cả mục tiêu cuộc sống. Đôi nam nữ thanh niên và "bà chủ tuyệt vọng" cùng sinh hoạt trong một ngôi nhà, ba người không ngừng xung đột và dần dần lộ ra bí mật cuộc sống của mình.

## Giải thưởng
Diễn viên xuất sắc nhất (Phạm Băng Băng) và Nghệ sĩ Cống hiến (đạo diễn Lý Ngọc) tại liên hoan phim quốc tế Tokyo lần thứ 23 năm 2010.